# Marco Molteni
Marco Molteni (Brescia, 3 settembre 1976) è un ex pallavolista italiano.
Giocava nel ruolo di schiacciatore.

## Carriera
La carriera di Marco Molteni inizia nel 1993 nella Gabeca Pallavolo di Montichiari, in Serie A1, dove resta per quattro stagioni; nella stagione 1997-98 gioca per il Sil Volley Trebaseleghe, per tornare poi nell'annata successiva nuovamente nel club di Montichiari dove resta fino alla stagione 2001-02, eccetto un breve periodo della stagione 2000-01, quando viene ceduto in prestito al Sempre Volley di Padova: il 28 maggio 1999 fa il suo esordio in nazionale in una partita della World League contro l'Australia, competizione dove vincerà la medaglia d'oro nell'edizione successiva.
Nella stagione 2002-03 viene ingaggiato dal Latina Volley, denominato dal 2005 Top Volley, dove resta per quattro stagioni, eccetto l'ultimo periodo della stagione 2003-04, ceduto all'Associazione Sportiva Volley Lube di Macerata.
Nella stagione 2006-07 vesta la maglia della M. Roma Volley, con la quale vince la Coppa CEV 2007-08; nella stagione 2008-09 passa al Volley Forlì, mentre nell'annata successiva torna nuovamente alla Gabeca, che nel frattempo ha spostato la sua sede a Monza, dove resta per tre stagioni.
Nella stagione 2012-13 viene ingaggiato dalla Pallavolo Modena, tuttavia a metà annata, precisamente il 17 dicembre 2012, abbandona l'attività agonistica.

## Palmarès

### Club
- Coppa CEV: 1

2007-08